# Hungarian International 2009
Die Hungarian International 2009 im Badminton fanden vom 29. Oktober bis zum 1. November 2009 in Budapest statt. Es war die 34. Auflage dieser internationalen Meisterschaften von Ungarn. Das Preisgeld betrug 5.000 US-Dollar, was dem Turnier zum BWF-Level 4B verhalf. Der Referee war Carsten Koch aus Deutschland.

## Austragungsort
- BME MAFC Gabányi László Sportshall, Hauszmann Alajos u. 10 (XI. Distrikt)

## Sieger und Platzierte
| Disziplin    | Gold                                       | Silber                             | Bronze                              |
| ------------ | ------------------------------------------ | ---------------------------------- | ----------------------------------- |
| Herreneinzel | Dieter Domke                               | Magnus Sahlberg                    | Jan Vondra                          |
| Herreneinzel | Dieter Domke                               | Magnus Sahlberg                    | Vladimir Ivanov                     |
| Dameneinzel  | Jeanine Cicognini                          | Tatjana Bibik                      | Carola Bott                         |
| Dameneinzel  | Jeanine Cicognini                          | Tatjana Bibik                      | Wang Linling                        |
| Herrendoppel | Adam Cwalina Wojciech Szkudlarczyk         | Vladimir Ivanov Ivan Sozonov       | Tim Dettmann Peter Käsbauer         |
| Herrendoppel | Adam Cwalina Wojciech Szkudlarczyk         | Vladimir Ivanov Ivan Sozonov       | Andrew Bowman Paul van Rietvelde    |
| Damendoppel  | Tatjana Bibik Olga Golovanova              | Irina Khlebko Ksenia Polikarpova   | Claudia Vogelgsang Kim Buss         |
| Damendoppel  | Tatjana Bibik Olga Golovanova              | Irina Khlebko Ksenia Polikarpova   | Natalia Pocztowiak Wang Linling     |
| Mixed        | Wojciech Szkudlarczyk Agnieszka Wojtkowska | Peter Käsbauer Johanna Goliszewski | Joe Morgan Kerry Ann Sheppard       |
| Mixed        | Wojciech Szkudlarczyk Agnieszka Wojtkowska | Peter Käsbauer Johanna Goliszewski | Zvonimir Đurkinjak Staša Poznanović |

## Finalergebnisse
| Disziplin    | Sieger                                     | Finalist                           | Ergebnis          |
| ------------ | ------------------------------------------ | ---------------------------------- | ----------------- |
| Herreneinzel | Dieter Domke                               | Magnus Sahlberg                    | 21:14 21:10       |
| Dameneinzel  | Jeanine Cicognini                          | Tatjana Bibik                      | 22:20 21:12       |
| Herrendoppel | Adam Cwalina Wojciech Szkudlarczyk         | Vladimir Ivanov Ivan Sozonov       | 21:17 13:21 28:26 |
| Damendoppel  | Tatjana Bibik Olga Golovanova              | Irina Khlebko Ksenia Polikarpova   | 21:16 17:21 21:13 |
| Mixed        | Wojciech Szkudlarczyk Agnieszka Wojtkowska | Peter Käsbauer Johanna Goliszewski | 21:15 8:21 21:10  |